# Бельтирский сельсовет
Бельтирский сельсовет — сельское поселение в Аскизском районе Хакасии.
Административный центр — село Бельтирское.

## История
Статус и границы сельского поселения установлены Законом Республики Хакасия от 7 октября 2004 года № 67 «Об утверждении границ муниципальных образований Аскизского района и наделении их соответственно статусом муниципального района, городского, сельского поселения»

## Население
| 2002  | 2004  | 2010  | 2012  | 2013  | 2014  | 2015  |
| ----- | ----- | ----- | ----- | ----- | ----- | ----- |
| 5198  | ↘5129 | ↘4853 | ↘4850 | ↗4860 | ↗4877 | ↘4865 |
| 2016  | 2017  | 2018  | 2019  | 2020  | 2021  |       |
| ↘4809 | ↘4741 | ↘4695 | ↘4623 | ↗4627 | ↘4507 |       |

### Национальный состав
В 2004 году — русские (54 %), хакасы (39 %), немцы, чуваши, белорусы.

## Состав сельского поселения
В состав сельского поселения входит один населённый пункт — село Бельтирское.

## Местное самоуправление
Администрация
с. Бельтирское, ул.Ленина 33 ( второй этаж)
Глава администрации
- Капустин Виталий Павлович